# Consumenten 24

Logo van Consumenten 24

Consumenten 24 (eerder Consumenten TV) was een digitaal themakanaal van de NPO. Het programmeerde, in samenwerking met de Vara, TROS, MAX, KRO, RVU en Llink, 24 uur per dag actuele programma's van de NPO met betrekking tot consumentenzaken (vooral de consumentenprogramma's). Ook was er het programma Hallo Gelderland van de regionale omroep Omroep Gelderland te zien. De zender was zowel via digitale televisie te ontvangen als via internet, onder andere via Nederland 24.

## Programmering
De programmering bestond grotendeels uit herhalingen van de consumentenprogramma's. Er waren daarnaast ook nog een aantal eigen programma's, te weten Consumentennieuws, Consumenten Extra en Vraag en Beantwoord.

## Einde
Op 31 maart 2012 om 0.00 uur stopte de zender. De Publieke Omroep moet eind 2012 acht digitale kanalen hebben in plaats van twaalf. De uitzendingen blijven beschikbaar op uitzendinggemist.nl.